# Twilight (藤原さくらの曲)
「Twilight」（トワイライト）は、日本のシンガーソングライター・藤原さくらの楽曲。2020年2月12日にSPEEDSTAR RECORDSから配信限定シングルとしてリリースされた。

## 解説
2018年発売の「The Moon』以来の配信限定シングル。
『Ami」との同時リリースで、共にテレビ東京系のドラマ『100文字アイデアをドラマにした！』の主題歌。
ジャケットデザインは藤田二郎が担当した。
配信開始日の2月12日にYouTubeにてミュージック・ビデオがプレミア公開された。MVのディレクションは芳賀陽平が担当した。
2020年6月3日に、「Twilight / Ami」というタイトルで、7インチのアナログレコードが発売された。

## 制作背景
2019年の夏フェスで共演したYasei Collectiveのメンバーや別所和洋などがレコーディングに参加。
曲の原型はリリースの2年前（2018年）には出来上がっていた。制作にあたって新たに"デタラメ英語"で歌ったデモテープを作り、レコーディングのメンバーとヘッドアレンジで作り上げていった。
メンバーと楽器を演奏しながらその場でアレンジを練っていくのは以前から採っていたプリプロダクションの方法ではあったが、今までのレコーディングとの大きな違いは藤原さくら本人が事前にひとりでスタジオに入って多重録音したデモをもとに制作したことである。以前のデモはほとんどがラフな弾き語りで作っており、アレンジは口頭でその雰囲気だけを伝えるだけであとはアレンジャーに任せていた。だが、本作ではある程度のアレンジの方向性を持ったデモを作り、そこから制作を進行していく方法を試行した。例えば、デモの段階で考えたブラスセクションのフレーズを採用しているように、本作のアレンジには藤原さくら自身のアイデアが盛り込まれている。

自分ひとりでスタジオに入りアレンジまで含めたデモを作るようになったのは、Ovallのメンバーmabanuaの影響が大きかったことを公言している。

## 参加ミュージシャン
- 藤原さくら - ボーカル、 コーラス
- 松下マサナオ（Yasei Collective）- ドラムス
- 中西道彦（Yasei Collective）- ベース
- 斎藤拓郎（Yasei Collective）- ギター
- 別所和洋 - ピアノ、オルガン、キーボード
- 大内満春（GENTLE FOREST JAZZ BAND）- テナーサックス
- 佐瀬悠輔（GENTLE FOREST JAZZ BAND）- トランペット
- 沖メイ - コーラスアレンジ